# خملیک
خملیک (به چکی: Chmelík) یک منطقهٔ مسکونی در جمهوری چک است که در ناحیه سویتاوی واقع شده‌است. خملیک ۹٫۵۴ کیلومتر مربع مساحت و ۱۸۷ نفر جمعیت دارد.